# 陸禮
陸禮（1473年—？年），字節之，南直隶常州府無錫縣人，明朝政治人物。

## 生平
治《詩經》，行二，由國子生中式甲子科（1504年）應天府鄉試第一百二十七名舉人，年三十六歲中式正德三年（1508年）戊辰科會試第六十五名，第三甲第四十九名進士。官至柳州府知府。

## 家族
曾祖陸安，县丞。祖父陸民表，贈户部主事。父陸序。母厲氏。慈侍下，兄祯、弟德、律、術、行、裕、御、衢、街、仕。